# Военно-воздушные силы и войска ПВО Республики Беларусь
Военно-воздушные силы и войска противовоздушной обороны (ВВС и ВПВО) (бел. Ваенна-паветраныя сілы і войскi супрацьпаветранай абароны) — один из видов Вооружённых сил Беларуси. Предназначены для прикрытия административных, военных, экономических центров Республики Беларусь, группировок её войск от ударов противника с воздуха, а также для поражения объектов и войск противника и обеспечения боевых действий Сухопутных войск.
Были созданы в 2001 году в результате объединения Военно-воздушных сил Республики Беларусь с Войсками противовоздушной обороны.

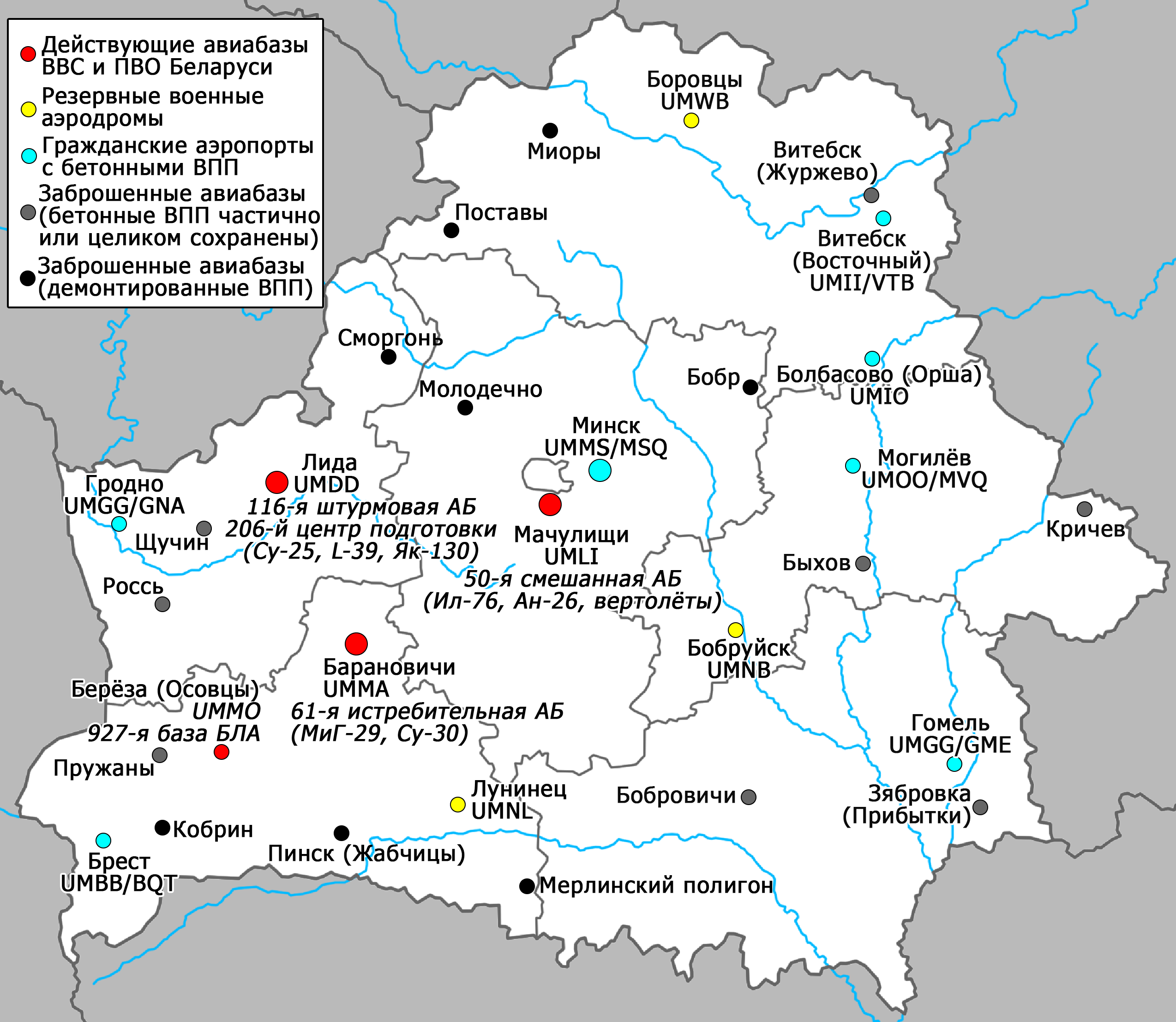
Карта авиабаз, резервных и выведенных из эксплуатации военных аэродромов, а также гражданских аэропортов

## История

### Становление

Опознавательный знак ВВС Республики Беларусь

- Весна 1992 года. Создание собственных Вооружённых сил Республики Беларусь после распада СССР .
- 15 июня 1992 года, на базе управления 26-й Воздушной армии ВВС СССР, было сформировано командование Военно-воздушных сил Республики Беларусь.
- 1 августа 1992 года, на основе управления ПВО Белорусского военного округа, и 2-й отдельной армии ПВО, было сформировано командование Войск ПВО Республики Беларусь.
- В 2001 году ВВС и войска ПВО Белоруссии были объединены в один вид вооружённых сил[4].

### Рекорды
4 и 10 марта 2005 года 3 лётчика ВВС Республики Беларусь установили на 2 МиГ-29БМ (б/н 06 и 07) 15 мировых авиационных рекордов по времени набора высоты 3000, 6000, 9000 и 12 000 м без нагрузки и с нагрузкой в 1000 и 2000 кг, а также по достижению скорости полёта по замкнутому маршруту протяжённостью 100, 500 и 1000 км без нагрузки.

### Катастрофы
Всего за время существования белорусские ВВС потеряли в катастрофах 12 лётчиков, 8 самолётов и 2 вертолёта:
- 23 мая 1996 года во время тренировочного полёта разбился истребитель Су-27. Пилот Владимир Карват — погиб. Лётчику посмертно было присвоено звание «Герой Беларуси» за то, что отвёл падающую машину от населённого пункта;
- 19 мая 1997 года во время тренировочного полёта разбился истребитель-бомбардировщик Су-17. Лётчик-испытатель Сергей Погребан погиб;

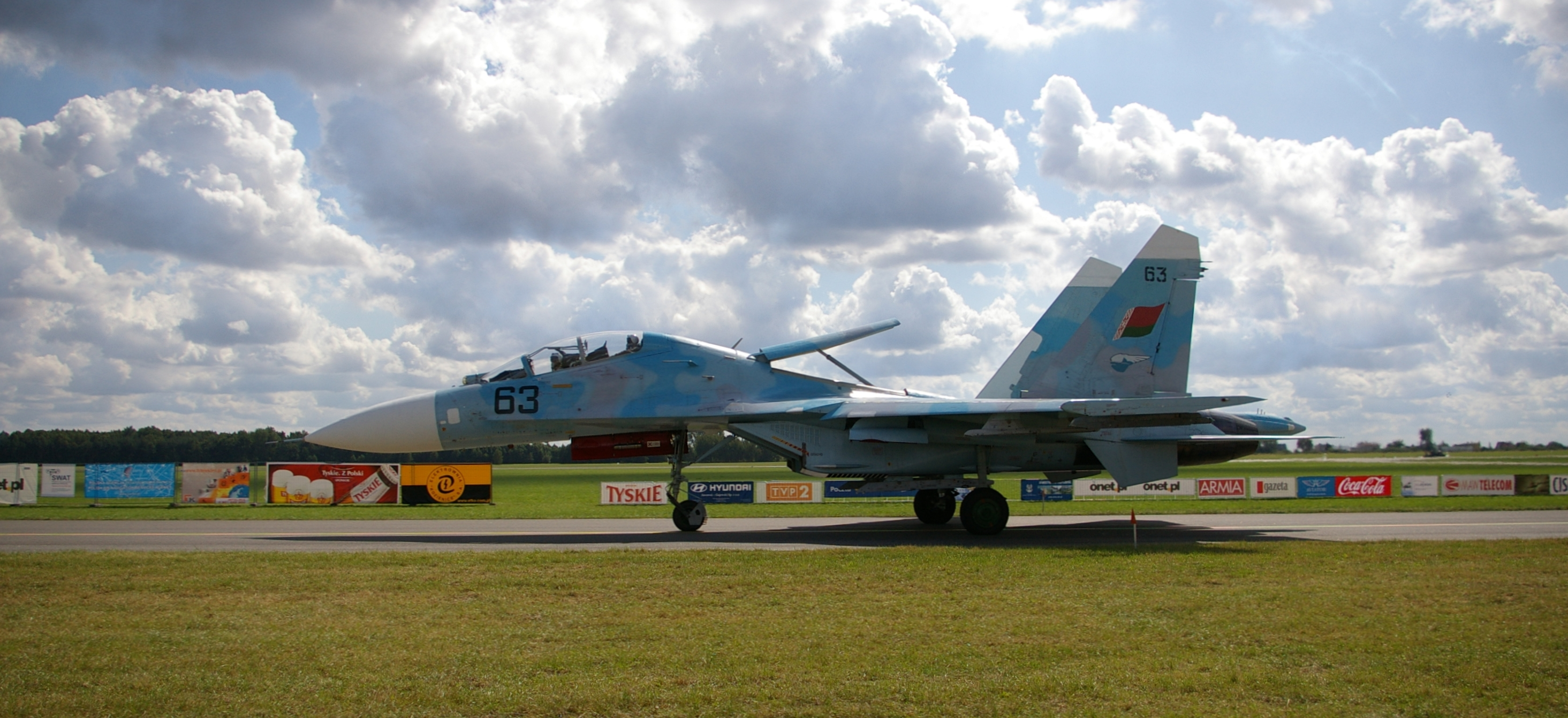
Су-27УБМ за пятнадцать минут до катастрофы на авиашоу в Польше

- 30 августа 2009 года во время выступления на авиационном шоу в польском городе Радом разбился Су-27УБМ. Погибли заместитель командующего Западным оперативно-тактическим командованием ВВС и войск ПВО полковник Александр Марфицкий и заместитель командира 61-й истребительной авиабазы полковник Александр Журавлевич;
- 21 апреля 2010 года во время тренировочного полёта в районе Ружан (Пружанский район) столкнулись в воздухе два истребителя МиГ-29. Пилот одного из самолётов сумел катапультироваться. Другой истребитель приземлился на аэродроме;
- 23 сентября 2010 года в Ганцевичском районе во время выполнения пилотажа повышенной сложности на малых высотах потерпел катастрофу МиГ-29. Погибли подполковник Сергей Коваленко и майор Александр Жигайло;
- 29 ноября 2011 года на аэродроме Пружаны при выполнении тренировочного полёта потерпел катастрофу Ми-24. Жертвами катастрофы стали три члена экипажа: майор Олег Кохно, капитан Денис Глущенко, капитан Валерий Бобко;
- 12 июня 2012 на полигоне «Неман» под Лидой разбился Су-25. Погиб пилот — подполковник Николай Гриднев;
- 30 сентября 2014 года в Лидском районе упал штурмовик Су-25. Лётчик выжил[6];
- 11 ноября 2014 года в Ляховичском районе Брестской области упал МиГ-29 61-й истребительной авиабазы. Лётчик катапультировался и выжил[8]. Причина — пожар, вызванный коротким замыканием из-за нарушения целостности изоляции от трения жгута и трубопровода[9];
- 25 апреля 2016 года во время плановой посадки на площадку приземления вне аэродрома в 6 километрах от Мозыря произошла авария вертолёта Ми-24П 50-й смешанной авиационной базы ВВС и войск ПВО. Экипаж вертолёта остался жив[10].
- 27 января 2017 года в Демократической Республике Конго в районе Рутшуру сбиты (по некоторым данным, авария произошла по техническим причинам) два вертолёта Ми-24, на одном из которых были трое белоруских военных специалистов, занимавшихся подготовкой лётчиков и техников конголезских военно-воздушных сил. Все белорусы выжили, но были госпитализированы в медучреждение города Гома[11][12][13][14] (см. Катастрофа двух Ми-24 в Рутшуру).
- 23 февраля при выполнении плановых полётов на аэродроме «Бобруйский» во время разгона МиГ-29 произошло возгорание двигателя. Лётчик катапультировался и выжил[15].
- 19 мая 2021 года в Барановичах разбился учебно-боевой самолёт Як-130 
116-й штурмовой авиационной базы. Оба летчика, майор Андрей Ничипорчик и лейтенант Никита Куканенко катапультировались, но погибли[7] (см. Катастрофа Як-130 в Барановичах).

### Прочие происшествия
- 12 сентября 1995 года три воздушных шара, борющиеся за кубок Гордона Беннетта, влетели в белорусское воздушное пространство. Несмотря на тот факт, что организаторы сообщили белорусскому правительству о гонке ещё в мае, и что планы полётов были также представлены, белорусские военно-воздушные силы и войска противовоздушной обороны сбили один воздушный шар. Погибли двое американских граждан. Из двух оставшихся воздушных шаров один был вынужден сразу экстренно приземлиться, а другой приземлился через два часа после происшествия вследствие ухудшения погоды. Экипажи двух воздушных шаров были оштрафованы за въезд в Белоруссию без визы, а затем освобождены.[16][17][18]. (см. Катастрофа аэростата в Белоруссии[бел.])
- 6 ноября 2004 года самолёты ВВС Кот-д’Ивуара с белорусскими лётчиками на борту по ошибке разбомбили позиции французских миротворцев в районе города Буаке[19][20] (см. Французско-ивуарский конфликт).
- 4 июля 2012 года шведский гражданский самолёт с территории Литвы незаконно пересёк воздушное пространство Белоруссии, сбросив на маленьких парашютах над городами Минск и Ивенец игрушечных плюшевых мишек с прикреплёнными к ним табличками, снабжёнными надписями, агитирующими против правительства А. Лукашенко и охватывающими тему нарушения прав человека в стране[21] (см. Плюшевый десант).
- 23 августа 2020 года по меньшей мере один белорусский вертолёт Ми-24 вылетел для перехвата связки воздушных шаров, уносимой ветром со стороны литовской границы на восток. К связке шаров была подвешена, по утверждению Министерства обороны Республики Беларусь, «антигосударственная символика». На следующий день министерства иностранных дел двух стран обменялись нотами протеста: в Литве заявили о нарушении белорусскими вертолётами воздушного пространства Литвы, а белорусский МИД заявил о спланированной провокации[22].

## Задачи ВВС и войск ПВО

### В мирное время
- частью сил несут боевое дежурство, а также дежурство в интересах министерств и ведомств (ГПК, МВД, КГБ, МЧС), осуществляют перевозку руководящего состава и оперативных групп МО РБ, перевозку высших должностных лиц Белоруссии, ведут непрерывную радиолокационную разведку в воздушном пространстве, осуществляют контроль соблюдения авиацией всех ведомств порядка использования воздушного пространства и пролёта Государственной границы Республики Беларусь, не допускают безнаказанного их нарушения;
- проводят подготовку соединений (частей) к выполнению боевых задач;
- осуществляют обеспечение боевой подготовки Сухопутных войск, выполнение специальных задач (перевозка войск, боевой техники и грузов, перевозка народнохозяйственных грузов).

### В военное время
- прикрывают от ударов с воздуха важные военные и государственные объекты, группировки войск в местах постоянной дислокации, на маршрутах выдвижения, в районах оперативного предназначения;
- уничтожают авиацию противника на земле и в воздухе с целью отражения или срыва воздушно-наступательной операции противника и недопущения завоевания им превосходства в воздухе;
- наносят удары по объектам противника;
- осуществляют авиационную поддержку войск;
- уничтожают десанты в воздухе и в районе высадки;
- осуществляют десантирование воздушных десантов;
- осуществляют перевозку войск и материальных средств по воздуху;
- ведут радиоэлектронную борьбу и воздушную разведку[23].

## Структура

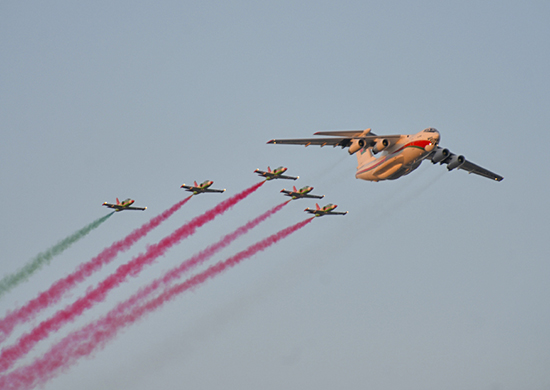
Цвета Флага Белоруссии образуются во время полёта самолётов военно-воздушных сил во время Парада в честь 75-й годовщины Освобождения Белоруссии от фашистских захватчиков.

ВВС и войска ПВО Республики Беларусь имеют в своём составе следующие рода войск:
- военно-воздушные силы;
- зенитные ракетные войска;
- радиотехнические войска;
- специальные войска и службы.

## Боевой состав
| Обозначение формирования или части                                     | Вооружение и оснащение      | Место расположения |
| ---------------------------------------------------------------------- | --------------------------- | ------------------ |
| Командование Военно-воздушных сил и войск ПВО                          |                             | Минск              |
| 61-я истребительная авиабаза                                           | МиГ-29, Су-30СМ             | Барановичи         |
| 50-я смешанная авиабаза                                                | Ил-76МД, Ан-26, Ми-8, Ми-24 | Мачулищи           |
| 116-я гвардейская Радомская Краснознамённая штурмовая авиационная база | СУ-25, Л-39, Як-130,        | Лида               |
| 483-й батальон охраны, обслуживания и обеспечения                      |                             | Минск              |
| 8-я радиотехническая бригада                                           |                             | Барановичи         |
| 49-я радиотехническая бригада                                          |                             | Мачулищи           |
| 56-й Тильзитский отдельный полк связи                                  | Бук                         | Минск              |
| 83-й отдельный инженерно-аэродромный полк                              |                             | Бобруйск           |
| 15-я зенитная ракетная бригада                                         | С-300                       | Фаниполь           |
| 115-й зенитный ракетный полк                                           | С-300П                      | Брест              |
| 120-я Ярославская зенитная ракетная бригада                            | Бук                         | Барановичи         |
| 377-й гвардейский зенитно-ракетный полк                                | С-300                       | Полоцк             |
| 16‑й отдельный полк радиоэлектронной борьбы                            |                             | Берёза             |
| 740-й зенитный ракетный полк                                           | Оса-АКМ                     | Борисов            |
| 147‑й зенитный ракетный полк                                           | Оса-АКМ                     | Бобруйск           |
| 210-й авиационный полигон                                              |                             | Ружаны             |
| 174‑й учебный полигон                                                  |                             | Доманово           |
| 223-й центр авиационной медицины                                       |                             | Мачулищи           |
| 570‑й центр организации воздушного движения                            |                             | аэропорт Минск     |
| 1-й зенитно-ракетный полк                                              | С-300                       | Гродно             |
| 276‑й отдельный батальон охраны и обслуживания аэродрома               |                             | Боровуха           |
| 1146-й гвардейский зенитный ракетный полк                              | Тор-МК                      | Островец           |

## Техника и вооружение

### Состоят на вооружении
Источники
| Тип                              | Производство    | Изображение     | Количество           | Примечания |                 |
| Самолёты                         | Самолёты        | Самолёты        | Самолёты             | Самолёты | Самолёты        |
| Боевые самолёты                  | Боевые самолёты | Боевые самолёты | Боевые самолёты      | Боевые самолёты | Боевые самолёты |
| -------------------------------- | --------------- | --------------- | -------------------- | --- | --------------- |
| МиГ-29 МиГ-29С МиГ-29УБ МиГ-29БМ | СССР Беларусь   |                 | 18 6                 | МиГ-29БМ (глубокая белорусская модернизация), получили возможность дозаправки в воздухе, применения ракет «воздух-воздух» Р-27ЭР/ЭТ, РВВ-АЕ, ракет «воздух-земля» Х-29Т/ТД/Л и Х-25МЛ, противокорабельных ракет Х-31А/П, управляемых авиационных бомб КАБ-500Кр/Л с лазерным наведением. |                 |
| Су-25К Су-25УБК Су-25БМ          | СССР Беларусь   |                 | 22                   | Также около 20 Су-25 находятся на хранении. В 1992 году состояли на вооружении 206-го ОШАП (29 Су-25), 378-го ОШАП (32 Су-25) и 397-го ОШАП (32 Су-25). |                 |
| Су-27 Су-27УБ Су-27БМ            | СССР Беларусь   |                 | 21                   | Все на хранении, либо не используются |                 |
| Су-30СМ Су-30СМ2                 | Россия          |                 | 10                   | Заказано 12 ед |                 |
| Транспортные самолёты            |                 |                 |                      | |                 |
| Ил-76МД                          | СССР Беларусь   |                 | 2                    | +9 гражданских Ил-76 пригодных для использования в военных целях |                 |
| Ан-26                            | СССР            |                 | 4                    | |                 |
| Учебные самолёты                 |                 |                 |                      | |                 |
| Як-130                           | Россия          |                 | 12 11 (с 19.05.2021) | В 2012 году был подписан контракт на поставку 4 Як-130 в 2015 году. 23 апреля 2015 года белорусские Як-130 совершили свой первый полет. 23 ноября 2016 года войсковой части 19764 передали 4 новых учебно-боевых самолёта Як-130.                                                        |                 |
| L-39                             | ЧССР            |                 | 10                   | Куплены у Украины в 2005 году. |                 |
| Вертолёты                        |                 |                 |                      | |                 |
| Транспортные вертолёты           |                 |                 |                      | |                 |
| Ми-8 Ми-8МТВ-5                   | СССР · Россия   |                 | 20                   | 8 Ми-8 и 12 Ми-8МТВ-5 |                 |
| Ми-26                            | СССР            |                 | 6                    | В 2005 году на вооружении находилось 14 единиц. В резерве. |                 |
| Ударные Вертолёты                |                 |                 |                      | |                 |
| Ми-24В Ми-24П                    | СССР            |                 | 12                   | 6 МИ-24В и 6 МИ-24П |                 |
| Ми-35М                           | Россия          |                 | 12                   | |                 |
| Разведывательные вертолёты       |                 |                 |                      | |                 |
| ПВО                              |                 |                 |                      | |                 |
| С-400                            | Россия          |                 | 16                   | |                 |
| С-300ПС                          | СССР            |                 | 48                   | Поставлены в 2005—2006 годах из состава ВС РФ, оплата по бартеру восьмиосными шасси МЗКТ-79221 для ракетных комплексов РС-12М1 «Тополь-М». В 2014 году Россия поставит ещё 4 дивизиона С-300.                                                                                            |                 |
| С-300В                           | СССР            |                 | 48                   | |                 |
| Бук (зенитный ракетный комплекс) | СССР            |                 | 4 дивизиона          | |                 |
| Оса (зенитный ракетный комплекс) | СССР Беларусь   |                 | 6 дивизионов         | |                 |
| Стрела-10                        | СССР Беларусь   |                 |                      | |                 |
| Тор-М2Э                          | Россия          |                 | 17                   | 6 батарей по сост. на конец 2024 года |                 |
| Противник-ГЕ                     | Россия          |                 | 5 РЛС                | К 2020 году планируется поставка ещё 6 станций (в том числе одной в начале 2017 г.) |                 |

### Сняты с вооружения
| Тип       | Производство | Изображение | Количество  | Примечания |          |
| Самолёты  | Самолёты     | Самолёты    | Самолёты    | Самолёты | Самолёты |
| --------- | ------------ | ----------- | ----------- | --- | -------- |
| Ан-2      | СССР Польша  |             |             | |          |
| Ан-12     | СССР         |             |             | Состояли на вооружении 50-го смешанного авиаполка. |          |
| МиГ-21Р   | СССР         |             | 14          | Базировались в 10-м ОРАП (Щучин). |          |
| МиГ-23МЛД | СССР         |             | 63          | 38 МиГ-23 базировались в Мачулищах (201-й ИАП ПВО) и 25 — в Барановичах (61-й ИАП ПВО).                                                                               |          |
| МиГ-25    | СССР         |             | ~70         | 32 МиГ-25РБ (10-й ОРАП), 27 МиГ-25БМ (151-й ОАП РЭБ) и 13 МиГ-25ПДС (61-й ИАП ПВО). Сняты с вооружения в середине 1990-х годов.                                       |          |
| МиГ-27    | СССР         |             | 27          | Состояли на вооружении 911-го АПИБ (г. Лида). |          |
| Су-17     | СССР         |             |             | |          |
| Су-24     | СССР         |             | 89          | После распада СССР страна получила 89 Су-24/Су-24М: 30 единиц в 116-м гбап (Россь), 30 в 305-м бап (Поставы) и 29 в 497-м бап (Лида). Сняты с вооружения в 2012 году. |          |
| Су-24МР   | СССР         |             | 6           | Состояли на вооружении 10-го ОРАП. Сняты с вооружения в 2012 году. |          |
| Су-27     | СССР         |             |             | |          |
| Ту-134АК  | СССР         | Фото        |             | Состояли на вооружении 50-го смешанного авиаполка. |          |
| Як-28ПП   | СССР         |             | 20          | Состояли на вооружении 151-го отдельного авиаполка радиоэлектронной борьбы (Щучин) до середины 1990-х годов.                                                          |          |
| Ан-24     | СССР         |             | 1           | Находится в экспозиции Музея авиационной техники |          |
| Вертолёты |              |             |             | |          |
| Ми-2      | Польша       |             |             | |          |
| Ми-6      | СССР         |             | 29          | |          |
| ПВО       |              |             |             | |          |
| С-200     | СССР         |             | 4 дивизиона | Сняты с вооружения в период 2010-15 гг. |          |

## Символика

### Эмблема
Геральдический знак — эмблема Военно-воздушных сил и войск противовоздушной обороны Вооружённых Сил Республики Беларусь, утверждена Указом президента Республики Беларусь от 22.04.2003 г. № 163 «О геральдических знаках — эмблемах центральных органов военного управления и видов Вооружённых Сил Республики Беларусь».
Описание:

«Геральдический знак — эмблема Военно-воздушных сил и войск противовоздушной обороны Вооружённых Сил Республики Беларусь представляет собой стилизованное золотистое изображение стрелы, молний и крыльев, совмещённых с венком из золотистых дубовых и лавровых ветвей, расположенное в центре фигурного щита (барочного типа) голубого цвета, увенчанного пятиконечной звездой золотистого цвета. Кайма щита золотистого цвета. Фигурный щит расположен на фоне орденской звезды серебристого цвета.»

### Флаг
Флаг Военно-воздушных сил и войск противовоздушной обороны Вооружённых Сил Республики Беларусь утверждён Указом президента Республики Беларусь от 19 января 2005 г. № 17 «О флаге Военно-воздушных сил и войск противовоздушной обороны Вооружённых Сил Республики Беларусь» (автор проекта Шубин Е. В.).
Описание:

"Флаг представляет собой прямоугольное полотнище голубого цвета (отношение ширины к длине 2:3). От центра флага по четырём основным и четырём дополнительным направлениям сторон света расходятся восемь лучей золотистого цвета. В центре флага расположен геральдический знак-эмблема ВВС и войск ПВО, равный по высоте двум пятым ширины флага. Флаг с лицевой и тыльной сторон имеет одинаковый рисунок.